# Quang khắc chùm điện tử

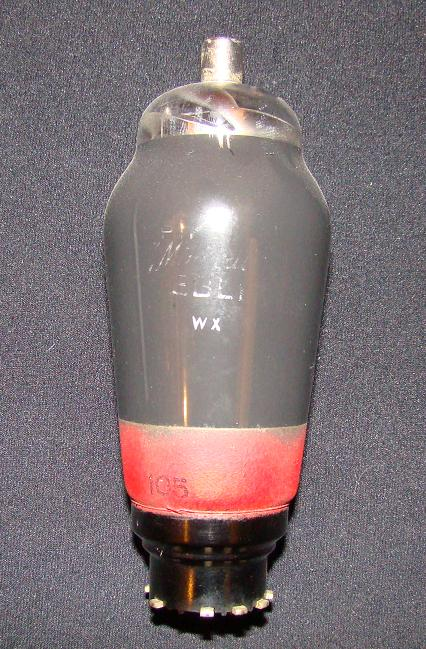
Sơ đồ nguyên lý thiết bị EBL

Electron beam lithography (EBL) là thuật ngữ tiếng Anh của công nghệ tạo các chi tiết trên bề mặt (các phiến Si...) có kích thước và hình dạng giống như thiết kế bằng cách sử dụng chùm điện tử có năng lượng cao làm biến đổi các chất cản quang phủ trên bề mặt phiến. Phương pháp này được dịch ra tiếng Việt với tên gọi không chính xác là quang khắc bằng chùm điện tử (tương tự như phương pháp quang khắc truyền thống - photolithography sử dụng ánh sáng tử ngoại để chế tạo. EBL là một công cụ phổ biến trong công nghệ nanô để tạo ra các chi tiết, các linh kiện có kích thước nhỏ với độ chính xác cực cao.

## Nguyên lý của EBL
Bề mặt của phiến được phủ một hợp chất hữu cơ gọi là chất cản quang (resist), chất này nhạy cảm với điện tử chiếu vào, và bị thay đổi tính chất dưới tác dụng của chùm điện tử. Sự thay đổi có thể là nó sẽ bị hòa tan trong dung dịch tráng rửa (developer) hoặc không bị hòa tan trong dung dịch tráng rửa.

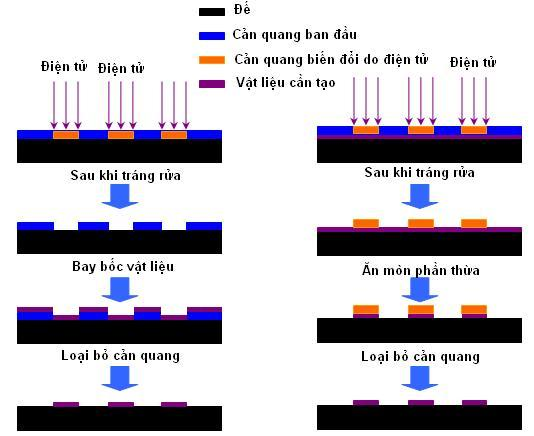
Nguyên lý 2 phương pháp trong EBL: kỹ thuật liff-off (trái) và kỹ thuật ăn mòn (phải)

Cấu tạo của thiết bị EBL gần giống như một kính hiển vi điện tử quét, có nghĩa là tạo chùm điện tử có năng lượng cao, sau đó khuếch đại và thu hẹp nhờ hệ thấu kính từ, rồi chiếu chùm điện tử trực tiếp lên mẫu cần tạo. Khác với quang khắc truyền thống (photolithography), EBL sử dụng chùm điện tử nên không cần mặt nạ tạo hình mà chiếu trực tiếp chùm điện tử lên bề mặt mẫu, và dùng các cuộn dây để quét điện tử nhằm vẽ ra các chi tiết cần tạo. Chùm điện tử của các EBL mạnh có thể có kích thước từ vài nanomét đến hàng trăm nanomét.

### Kỹ thuật lift-off
Từ lift-off có nghĩa là "loại bỏ". Phương pháp này tạo ra phần vật liệu sau khi được tạo hình. Có nghĩa là người ta phủ trực tiếp cản quang dương lên đế, sau đó chiếu điện tử, cản quang này bị biến đổi tính chất, và phần bị chiếu điện tử sẽ bị hòa tan trong dung dịch tráng rửa (developer), giống như quá trình tráng phim ảnh. Sau khi tráng rửa, ta sẽ có các khe có hình dạng của chi tiết muốn tạo. Các vật liệu cần tạo sẽ được bay bốc lên đế bằng các kỹ thuật tạo màng mỏng khác nhau, một phần nằm trong các khe đã tạo hình và một phần nằm trên bề mặt cản quang. Dùng dung môi hữu cơ, hòa tan phần cản quang dư, sẽ loại bỏ cả vật liệu thừa bám trên bề mặt cản quang, chỉ còn lại phần vật liệu có hình dạng như đã tạo.

### Kỹ thuật ăn mòn
Trong kỹ thuật ăn mòn (etching), cản quang sẽ có tác dụng bảo vệ phần vật liệu muốn tạo hình. Người ta phủ vật liệu cần tạo nên đế, sau đó phủ chất cản quang rồi đem chiếu điện tử. Cản quang sử dụng là cản quang âm, tức là thay đổi tính chất sao cho không bị rửa trôi sau khi qua dung dịch tráng rửa, có tác dụng bảo vệ phần vật liêu bên dưới. Sau đó cả mẫu sẽ được đưa vào buồng ăn mòn, phần vật liệu không có cản quang sẽ bị ăn mòn và giữ lại phần được bảo vệ, có hình dạng của cản quang. Cuối cùng là rửa cản quang bằng dung môi hữu cơ. Các kỹ thuật ăn mòn thường dùng là ăn mòn khô (dry etching), sử dụng các plasma hoặc hỗn hợp khí có tính phá hủy mạnh (CH4/O2/H2, F2...); hay ăn mòn hóa ướt (dùng các dung dịch hóa chất để hòa tan vật liệu...

## Cản quang
Cản quang (resist) là một phần cực kỳ quan trọng của các công nghệ lithography. Cản quang là các chất hữu cơ có tác dụng bao phủ và bảo vệ vật liệu muốn tạo, là các chất không bị rửa trôi hoặc ăn mòn dưới các dung môi như kiềm, axit... nhưng lại có thể bị rửa trôi trong các dung môi hữu cơ, các dung dịch tráng rửa. Có hai loại cản quang được chia theo sự biến đổi về tính chất:
- Cản quang dương (positive resist): Cản quang dương là chất sau khi bị chiếu bởi chùm điện tử sẽ bị hòa tan trong các dung môi rửa. Cản quang này thường dùng cho kỹ thuật lift-off. Các cản quang dương điển hình là PMMA (PolyMethylMethAcrylat - Thủy tinh hữu cơ), hay EBR-9, PBS (Poly Butene-1 Sulphone), ZEP (copolymer of a -chloromethacrylate and a -methylstyrene).
- Cản quang âm (negative resist): Là loại cản quang sau khi chiếu điện tử sẽ không bị hòa tan dưới các dung dịch tráng rửa. Một số loại cản quang âm như COP (epoxy copolymer of glycidyl methacrylate and ethyl acrylate), Shipley Sal... Cản quang âm có vai trò bảo vệ phần vật liệu bên dưới không bị phá hủy bởi quá trình ăn mòn.

## Ưu điểm và nhược điểm của EBL so với photolithography
- Vì dùng chùm điện tử nên có khả năng tạo chùm tia hẹp hơn rất nhiều so với ánh sáng, do đó có thể tạo các chi tiết có độ phân giải cao và kích thước nhỏ hơn rất nhiều so với photolithography, đồng thời dễ dàng tạo các chi tiết phức tạp.
- Chùm điện tử có thể điều khiển quét trên bề mặt mẫu bằng cách cuộn dây nên có thể vẽ trực tiếp chi tiết mà không cần mặt nạ như photolithography.
- Phương pháp EBL chậm hơn nhiều so với photolithography.

## Lịch sử của EBL
Năm 1959, Richard Feynman có bài phát biểu nổi tiếng "There is a plenty room at the bottom" tại Caltech (California Institute of Technology - Hoc viện Công nghệ California), được coi là mở đầu cho kỷ nguyên công nghệ nanô, và chỉ hai tháng sau đó, Monllenstedt và Spiedel đã công bố công nghệ chế tạo các cấu trúc có đường kích nhỏ tới 100 nm sử dụng công nghệ khắc chùm điện tử - electron beam lithography bắt đầu bước vào cuộc chiến khoa học và công nghệ. Thực chất, công nghệ electron beam lithography chỉ phát triển thực sự từ những năm 60 của thế kỷ 20, với việc phát triển các kỹ thuật về tạo chùm điện tử hẹp, chế tạo ra các chất làm resist có tính chất biến đổi mạnh dưới tác dụng của chùm điện tử (mà phổ biến là PMMA - PolyMethylMethAcrylat hay "thủy tinh hữu cơ").